# Cargill Gilston Knott
El profesor Cargill Gilston Knott FRS, FRSE LLD (30 de junio de 1856 - 26 de octubre de 1922) fue un físico y matemático escocés pionero en la investigación sismológica. Pasó su carrera temprana en Japón. Más tarde se convirtió en miembro de la Royal Society, secretario de la Royal Society de Edimburgo y presidente de la Scottish Meteorological Society .

## Biografía
Knott nació en Penicuik, Midlothian, hijo de Pelham Knott, un agente de un fabricante de papel y su esposa Ellen. Su tío paterno fue el artista Tavernor Knott .
Fue educado en Arbroath High School en Angus y asistió a la Universidad de Edimburgo, donde estudió junto a James Alfred Ewing . Trabajó en varios aspectos de la electricidad y el magnetismo, obteniendo su doctorado en 1879.
Fue nombrado asistente de Filosofía Natural en la Universidad de Edimburgo en 1879 y ocupó este cargo hasta 1883, cuando lo dejó para ocupar un puesto en la Universidad Imperial de Tokio. Fue elegido miembro de la Royal Society of Edinburgh en 1880 después de haber sido propuesto por Peter Guthrie Tait, Alexander Crum Brown, John Gray McKendrick y Alexander Buchan . Ganó el Premio Keith de la Sociedad para el período 1893-95. Se desempeñó como Secretario 1905-1912 y Secretario General 1912-1922. También fue uno de los fundadores de la Edinburgh Mathematical Society, asumiendo la presidencia de su primera reunión el viernes 2 de febrero de 1883.

## Carrera en Japón
Al final del régimen del shogunato de Tokugawa en Japón, el gobierno prometió construir faros para facilitar el comercio y la navegación, y le pidió al gobierno británico que contratara ingenieros a través de Sir Harry Parkes, Ministerio de Comercio, la Junta del Faro del Norte. La Junta seleccionó a Richard Henry Brunton como ingeniero jefe, CA McVean y AW Blundell como ingeniero asistente en 1868, y dio instrucciones sobre la construcción de faros, incluida la prueba de terremotos. Nombrado como topógrafo en jefe de Obras Públicas en octubre de 1871, McVean solicitó a la Sociedad Meteorológica Escocesa el consejo de establecer observaciones meteorológicas, incluidos tifones y terremotos, en nombre del gobierno japonés. Por otro lado, como Henry Dyer y William Ayrton, ambos profesores del Imperial College of Engineering, sintieron la necesidad de estudiar los terremotos con mayor precisión, pronto John Milne fue contratado en 1874 como profesor de Geología y Minería del College, y James Alfred Ewing fue nombrado profesor de física e ingeniería en la Universidad Imperial de Tokio en 1878. Con colegas japoneses, Milne, Ewing y otro británico, Thomas Lomar Gray, idearon los prototipos de instrumentos que evolucionaron hasta convertirse en el sismógrafo moderno.
Cuando Ewing regresó a Escocia en 1883, el rector de la Universidad Imperial de Tokio le escribió a Lord Kelvin pidiéndole su recomendación para un sucesor, Lord Kelvin recomendó a Knott, y Ewing apoyó la recomendación. Por lo tanto, Knott reemplazó a Ewing como profesor de física e ingeniería en la Universidad Imperial de Tokio. Durante los siguientes nueve años, trabajó en estrecha colaboración con Milne, Gray y el sismólogo japonés Fusakichi Omori para establecer una red de sismómetros de registro en todo el Imperio japonés . Knott también impartió cursos de matemáticas, acústica y electromagnetismo en la Universidad Imperial de Tokio.
Knott también realizó el primer estudio geomagnético de Japón, con la ayuda del geofísico japonés Tanakadate Aikitsu, a partir del cual se desarrolló el primer mapa de peligro de terremotos de Japón. La contribución clave de Knott fue su experiencia en matemáticas y análisis de datos. Una de sus innovaciones fue aplicar la técnica del análisis de Fourier a la ocurrencia de terremotos. Dos capítulos de su libro de 1908 The Physics of Earthquake Phenomena se dedicaron a este tema, que Knott esperaba le permitiría deducir la probabilidad de cuándo ocurrirían futuros terremotos.
Cargil Knott se casó con Mary Dixon en 1885, convirtiéndose en el cuñado del erudito literario James Main Dixon .
Al concluir su estancia en Japón en 1891, el emperador Meiji le concedió la Orden del Sol Naciente .

## Regreso a Edimburgo

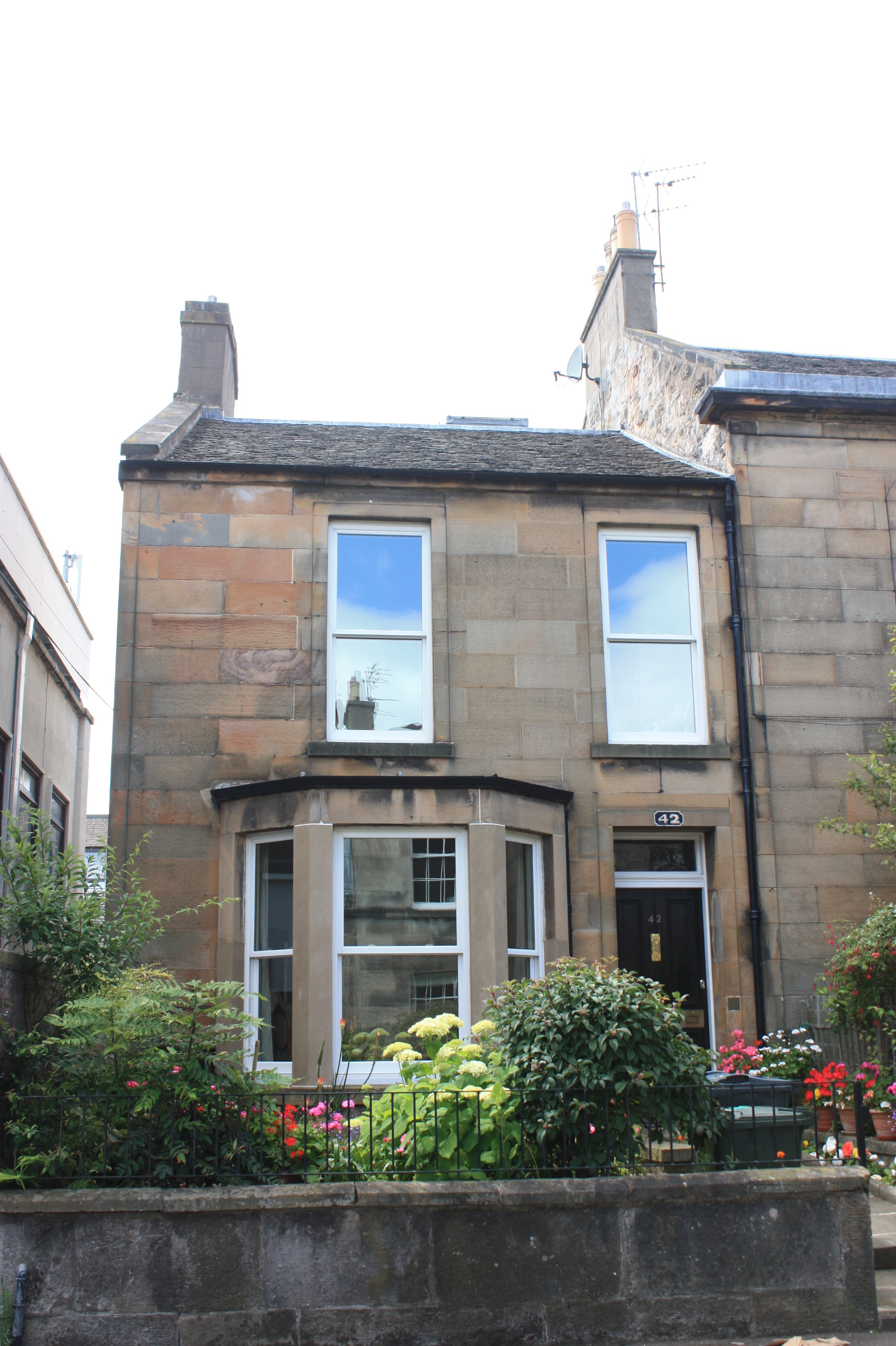
Casa de Knott en 42 Upper Gray Street, Edimburgo

A su regreso a Edimburgo, Knott ocupó el puesto de Lector de Matemáticas Aplicadas en la Universidad de Edimburgo y ocupó este puesto hasta su muerte en 1922.
Mientras estaba en Japón, Knott comenzó a desarrollar ecuaciones matemáticas que describen cómo las vibraciones sísmicas se reflejan y se transmiten a través del límite entre el agua de mar y el lecho marino. Después de regresar a la Universidad de Edimburgo en 1892, amplió esta investigación para describir el comportamiento de las ondas sísmicas en la interfaz entre dos tipos diferentes de rocas.
Las ecuaciones de Knott, derivadas en términos de potenciales, fueron las primeras en describir las amplitudes de las ondas reflejadas y refractadas con una incidencia no normal y, junto con las ecuaciones de Zoeppritz, son ahora la base de la sismología de reflexión moderna, una técnica importante en la exploración de hidrocarburos. .
Knott continuó su trabajo como matemático, incluidos los métodos de cuaternión de su profesor y mentor Peter Guthrie Tait . Cuando las estrictas restricciones de un álgebra lineal única comenzaron a sentirse en la década de 1890, y los revisionistas comenzaron a publicar, Knott contribuyó con el artículo fundamental "Recent Innovations in Vector Theory". Como describe MJ Crowe, este artículo estableció a los teóricos descarriados que esperaban encontrar asociatividad en sistemas como los cuaterniones hiperbólicos . Knott escribió:
La suposición de que el cuadrado de un vector unitario es unidad positiva conduce a un álgebra cuyas cantidades características no son asociativas.
Evidentemente, Knott pasó por alto la existencia del anillo de cocuaternidades . Sin embargo, Crowe afirma que Knott "escribió con cuidado y minuciosidad" y que "sólo Knott conocía bien el sistema de sus oponentes".
Para un libro de texto sobre cuaterniones, los profesores y estudiantes se basaron en la Introducción a los cuaterniones de Tait y Kelland, que tuvo ediciones en 1873 y 1882. Le tocó a Knott preparar una tercera edición en 1904. Para entonces, el Álgebra Universal de Alfred North Whitehead (1898) supuso cierta base en los cuaterniones a medida que los estudiantes se encontraban con el álgebra matricial . En la introducción de Knott a la edición de su libro de texto, dice: "Analíticamente, ahora se sabe que el cuaternión ocupa su lugar en la teoría general de números complejos y grupos continuos . . . " . Por lo tanto, era consciente de la diversidad que se podía encontrar en las estructuras matemáticas modernas y de que los cuaterniones constituyen un hito en el camino hacia otros.: 216 
Se volvió más activo en la Royal Society de Edimburgo, sirviendo en el Consejo de 1894 a 1905, ascendió a Secretario de Reuniones Ordinarias en 1905 y finalmente se convirtió en su secretario general en 1912 hasta su muerte en 1922. Knott también asumió un papel social activo en su comunidad, incluida la enseñanza de la escuela dominical y los asuntos de la iglesia con la Iglesia Unida Libre de Escocia . Finalmente fue elegido miembro de la Royal Society en 1920 y también fue miembro de la Scottish Meteorological Society .
Murió en su casa en 42 Upper Gray Street, Newington, Edimburgo, el 26 de octubre de 1922.